# Episodi di The Big Story (seconda stagione)
La seconda stagione della serie televisiva The Big Story è stata trasmessa in anteprima negli Stati Uniti d'America dalla NBC tra il 15 settembre 1950 e il 29 giugno 1951.
| nº | Titolo originale                                            | Titolo italiano | Prima TV USA      | Prima TV Italia |
| -- | ----------------------------------------------------------- | --------------- | ----------------- | --------------- |
| 1  | Ray Girardin, Detroit Reporter                              |                 | 15 settembre 1950 |                 |
| 2  | Joe Saldana of the Los Angeles Daily News                   |                 | 29 settembre 1950 |                 |
| 3  | Jack Allen, Reporter                                        |                 | 13 ottobre 1950   |                 |
| 4  | Jack Frank, Reporter                                        |                 | 27 ottobre 1950   |                 |
| 5  | Bill Foley of the Columbus Dispatch                         |                 | 10 novembre 1950  |                 |
| 6  | Elizabeth Beecher, Reporter                                 |                 | 24 novembre 1950  |                 |
| 7  | Charles Russell, Reporter                                   |                 | 8 dicembre 1950   |                 |
| 8  | Bill Miller, Reporter                                       |                 | 22 dicembre 1950  |                 |
| 9  | Al Baeziger, Reporter                                       |                 | 5 gennaio 1951    |                 |
| 10 | Harold Faller of the Huntington Advertiser of West Virginia |                 | 19 gennaio 1951   |                 |
| 11 | Dorothy Pope, Utah Reporter                                 |                 | 2 febbraio 1951   |                 |
| 12 | George A. Buchanan, Reporter                                |                 | 16 febbraio 1951  |                 |
| 13 | Paul Fairleigh, Reporter                                    |                 | 2 marzo 1951      |                 |
| 14 | William Pinney, Reporter                                    |                 | 9 marzo 1951      |                 |
| 15 | Celestine Sibley, Reporter                                  |                 | 16 marzo 1951     |                 |
| 16 | Jerry Blizin, Reporter                                      |                 | 23 marzo 1951     |                 |
| 17 | Skip Henderson, Reporter                                    |                 | 30 marzo 1951     |                 |
| 18 | Dudley McClure, Reporter                                    |                 | 6 aprile 1951     |                 |
| 19 | Edward Kasun, Reporter                                      |                 | 13 aprile 1951    |                 |
| 20 | Joseph Garretson, Reporter                                  |                 | 20 aprile 1951    |                 |
| 21 | Pat Foley, Reporter                                         |                 | 27 aprile 1951    |                 |
| 22 | Ed Freeman, Reporter                                        |                 | 4 maggio 1951     |                 |
| 23 | Max Swartz, Reporter                                        |                 | 11 maggio 1951    |                 |
| 24 | Paul Hochuli, Reporter                                      |                 | 18 maggio 1951    |                 |
| 25 | Aubrey Maddock, Reporter                                    |                 | 25 maggio 1951    |                 |
| 26 | Aaron Dudley, Reporter                                      |                 | 1º giugno 1951    |                 |
| 27 | Cleve Bullette, Reporter                                    |                 | 8 giugno 1951     |                 |
| 28 | A.B. Hendry                                                 |                 | 15 giugno 1951    |                 |
| 29 | Frank Toughell, Reporter                                    |                 | 22 giugno 1951    |                 |
| 30 | Paul Presbrey, Reporter                                     |                 | 29 giugno 1951    |                 |